# Vegetable Man
Singles de Pink Floyd
See Emily Play/The Scarecrow
(1967) Apples and Oranges/Paintbox
(1967)
Vegetable Man est une chanson de Pink Floyd écrite et composée par Syd Barrett. Elle devait sortir en tant que troisième single avec Scream Thy Last Scream en face A vers l'automne 1967 après la sortie de leur album The Piper At The Gates Of Dawn , mais sa sortie est refusée par la maison de disque considérant ces chansons non vendeuses et ce seront finalement deux nouvelles chansons qui sortiront en single vers Noël : Apples and Oranges/Paintbox. Cet évènement aura de lourdes répercussions sur Syd Barrett tant sur ses talents d'auteur-compositeur que par sa dépendance aux drogues, le menant à son éviction du groupe l'année suivante.
Cette chanson refait surface en 1999 sur le coffret A Tree Full of Secrets, puis en version remixée en 2010 sur le premier disque du coffret The Early Years 1965-1972 paru en 2016.